# Kazuki Nishiya
Kazuki Nishiya (西谷 和希 Nishiya Kazuki?), född 5 oktober 1993 i Tochigi prefektur, är en japansk fotbollsspelare.
Nishiya började sin karriär 2016 i Tochigi SC. Han spelade 135 ligamatcher för klubben. 2020 flyttade han till Tokushima Vortis.